# Чиршки, Фриц Гюнтер фон
Фриц Гю́нтер фон Чи́ршки Бёгендорфф (нем. Fritz Günther von Tschirschky und Boegendorff; 4 июля 1900, поместье Кобелау — 9 октября 1980, Мюнхен) — немецкий дипломат и политик. Представитель консервативного сопротивления национал-социализму. Сотрудник протокольного отдела Министерства иностранных дел ФРГ при федеральном канцлере Конраде Аденауэре.

## Биография
Фриц Гюнтер фон Чиршки и Бёгендорфф происходил из силезского дворянского рода Чиршки и вместе с двумя сёстрами родился в семье помещика Гюнтера фон Чиршки и его супруги графини Лимбург-Штирум. У него также было трое старших братьев, один из которых офицер Бернхард фон Чиршки, и одна старшая сестра, а также младший брат Мортимер. Среди знаменитых родственников Фрица Гюнтера — его дядя Генрих фон Чиршки, в 1907—1916 годах посол Германской империи в Австрии, баронесса Фреда фон Рехенберг, депутат прусского ландтага от Немецкой национальной народной партии, и Иохан Пауль ван Лимбург Штирум, посол Нидерландов в Берлине.
По окончании школы Чиршки решил стать офицером. После смерти отца и гибели старших братьев на фронте он отказался от военной карьеры, чтобы управлять семейными поместьями в Силезии. В 1918 года Чиршки был призван в армию, но на фронте не воевал. После войны с декабря 1918 и вплоть до увольнения из рейхсвера в апреле 1920 года Чиршки служил во фрайкоре Меркера и участвовал в военных действиях против революционеров в Берлине и Брауншвейге, в феврале-марте 1919 года находился в Веймаре в составе подразделений, охранявших Веймарское учредительное собрание.
В 1921 году Чиршки женился на дочери помещика Марии Элизабет фон Лёббекке. У супругов родились двое сыновей и две дочери. В приданое Чиршки получил от семьи жены поместье Кёльчен близ Райхенбаха, ставшее постоянным местом жительства Чиршки. На 270 гектарах проживало двадцать пять крестьянских семей, работавших на Чиршки. Чиршки занимался общественной работой, являлся представителем работодателей в трудовом суде района Райхенбах и рассматривал трудовые споры в качестве мирового судьи.
В годы Веймарской республики Чиршки поддерживал тесные связи с кронпринцем Вильгельмом и кронпринцессой Цецилией. Чиршки возглавлял силезское дворянство и в 1930—1932 годах руководил силезским отделением разведки «Стального шлема», не состоя при этом в организации. Несмотря на критическое отношение к Веймарской республике и приверженность монархии, Чиршки отрицательно относился к национал-социализму. По собственным словам Чиршки, он голосовал за Немецкую национальную народную партию, а после того, как в 1928 году её возглавил Альфред Гугенберг, в знак протеста голосовал за Имперскую партию немецкого среднего сословия, с которой его ничего не связывало.
С 1933 года Чиршки служил адъютантом и референтом по культуре вице-канцлера Франца фон Папена в его берлинской канцелярии, где объединил вокруг себя молодых сотрудников вице-канцлера (кружок Эдгара Юнга), не признававших национал-социализм и использовавших канцелярию в качестве плацдарма для борьбы с молодым нацистским государством. Позднее в своих мемуарах Чиршки признался, что его коллегам и ему следовало бы ещё в 1933 году понять, куда заведёт Гитлер Германию и действовать исходя из этого понимания так, как они считали нужным.
Должность в канцелярии Чиршки получил по протекции промышленника близкого друга Папена Николауса фон Баллештрема, скептически относившегося к национал-социалистам. В группу, сложившуюся вокруг Чиршки, входили писатель Эдгар Юнг, считавшийся теоретиком группы, и административный советник Герберт фон Бозе, её организатор. Группа разрабатывала грандиозные планы, которые в конце концов сводились к тому, чтобы подхватить национал-социалистические преобразования Германской империи и направить их в консервативное русло. Планы группы Чиршки предусматривали начать весной 1934 года после первой национал-социалистической революции вторую, консервативную.
В ходе этой второй, корректирующей волны преобразований германского государства предполагалось убедить рейхспрезидента Пауля фон Гинденбурга назначить чрезвычайное положение, разоружить с помощью рейхсвера штурмовые отряды и ввести директорию в качестве органа исполнительной власти. По планам Чиршки, в эту директорию должны были войти генералы Вернер фон Фрич и Герд фон Рундштедт, а также политики Герман Геринг, Гитлер, Генрих Брюнинг, Карл Фридрих Гёрделер и Папен. После кратковременного этапа диктатуры этого органа власти предполагалось восстановить парламентскую монархию. Эти планы расстроила Ночь длинных ножей, в ходе которой Юнг и фон Бозе были убиты. Сам Чиршки был арестован и в штаб-квартире гестапо на Принц-Альбрехт-штрассе стал свидетелем убийства Грегора Штрассера и последний раз виделся с Юнгом. Позднее Чиршки на несколько дней был помещён в концентрационный лагерь Лихтенбург близ Дессау, а затем был освобождён после вмешательства фон Папена и дяди, посла Нидерландов в Германии Йохана Пауля ван Лимбурга Штирума. Выйдя из концлагеря, Чиршки в августе уехал в Вену вместе с фон Папеном, назначенным послом Германии в Австрии.

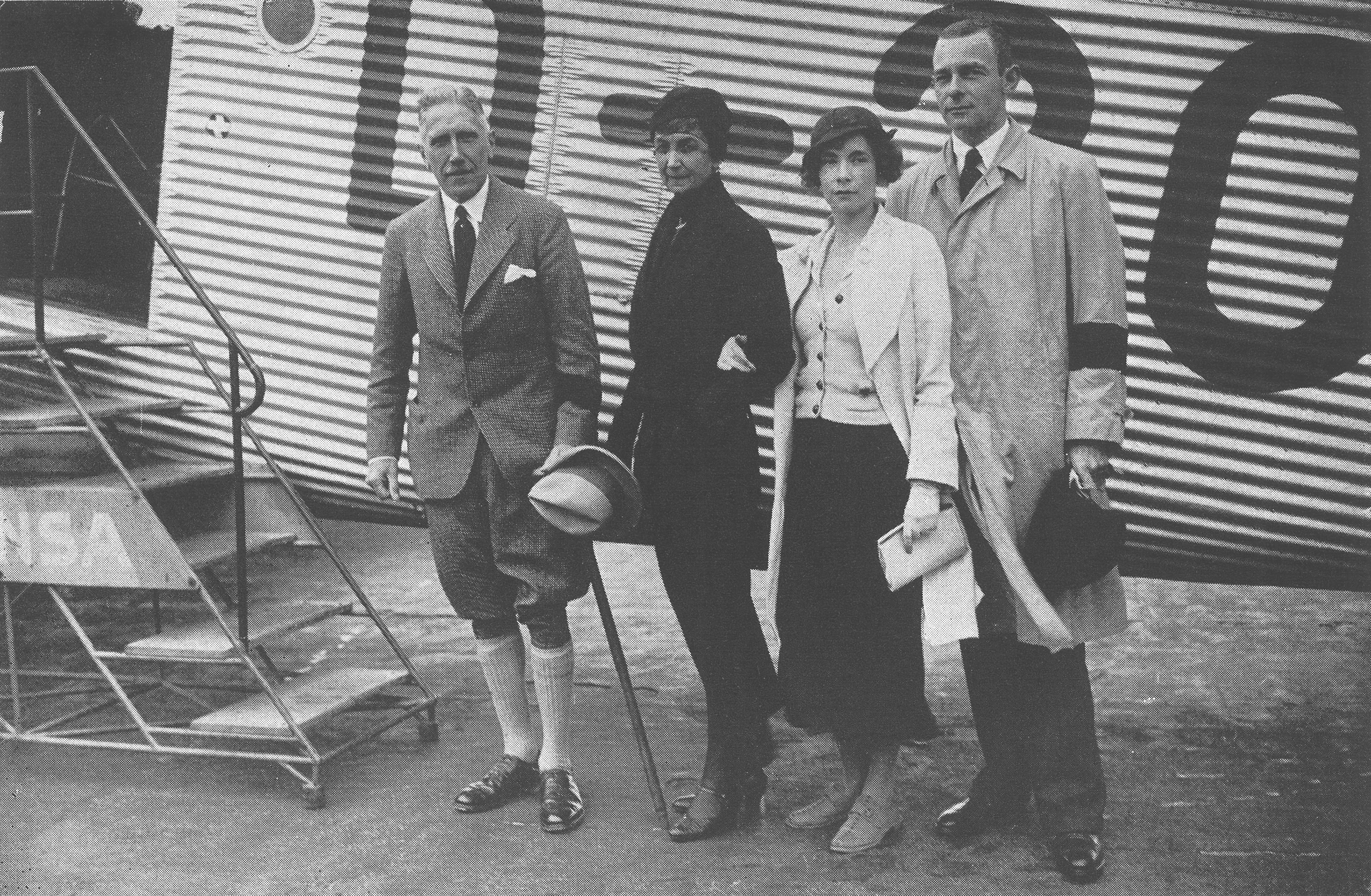
Франц фон Папен, его супруга Марта и супруги фон Чиршки. Июль 1934

В начале 1935 года Чиршки, убеждённый в том, что его хотят убить, не явился по повестке в Берлин на допрос в гестапо, и отношения между ним и фон Папеном испортились. Выйдя в отставку со службы в венском посольстве, Чиршки добился для себя временной защиты австрийского правительства, затем эмигрировал через Париж в Лондон и там с 1937 года занимался торговлей. В 1939 году Чиршки в течение нескольких недель был соседом будущего премьер-министра Уинстона Черчилля в его роскошных апартаментах в особняке Морфета напротив Вестминстерского собора. Ночь на 3 сентября 1939 года, когда Великобритания вступила в войну, Чиршки провёл вместе с Черчиллем в бомбоубежище этого здания.
Чиршки был известным противником национал-социализма и не подлежал интернированию, но в 1940—1944 годах по собственному желанию был интернирован, опасаясь, что его семья, оставшаяся в Германии, подвергнется давлению со стороны властей, если станет известно о том, что он беспрепятственно передвигается по Англии. Чиршки попал в сборный лагерь Кэмптон Парк, затем во временный лагерь в Средней Англии и впоследствии в лагерь близ Пила на острове Мэн.
После войны Чиршки перевёз семью в Лондон и продолжил заниматься бизнесом. В лондонском офисе издателя Джона Холройд-Риса он восстанавливал издательство Tauchnitz и оказывал консультационные услуги в сфере финансов. Среди его клиентов были другие британские издательства, политик Гарольд Макмиллан, председатель Всемирного сионистского конгресса Хаим Вейцман. В 1947 году Чиршки давал свидетельские показания по уголовному делу фон Папена в рамках Нюрнбергского процесса. Окончательно вернулся на родину лишь в 1952 году.
С 1952 года Чиршки состоял на службе в протокольном отделе Министерства иностранных дел в ранге советника посольства 1-го класса. В 1955 году Чиршки стал первым западногерманским дипломатом, прибывшим с официальной миссией в СССР и занимался подготовкой визита Конрада Аденауэра в Москву, целью которого было освобождение последних немецких военнопленных. Чиршки организовал поезд, защищённый от прослушивания и оборудованный информационным радиоцентром для немецкой делегации, а также размещение в Москве штаба федерального канцлера численностью в 120 человек и отвечал за соблюдение дипломатического протокола в ходе визита. В конце 1950-х годов Чиршки служил в посольстве ФРГ в Лондоне и консулом в Лилле.
В 1961 году Чиршки приобрёл земельный участок в тирольском Райте близ Кицбюэля и в 1964 году построил дом, в котором проживал с супругой последние годы жизни. В 1972 году Чиршки опубликовал мемуары под названием «Воспоминания государственного преступника».